# Берлин, Александерплац
«Берлин, Александерплац. Повесть о Франце Биберкопфе» (нем. Berlin Alexanderplatz. Die Geschichte vom Franz Biberkopf) — роман Альфреда Дёблина, впервые опубликованный в 1929 году. В книге использован ряд экспериментальных литературных приёмов, включая монтаж и несобственно-прямую речь. Роман входит во Всемирную библиотеку (список наиболее значимых произведений мировой литературы Норвежского книжного клуба).

## Сюжет
Грузчик Франц Биберкопф выходит из тюрьмы через четыре года после того, как убил свою любовницу Иду. Биберкопф надеется стать честным и порядочным человеком, но его старания тщетны: через некоторое время друг Людерс, которому он доверял, подставляет его, и Франц уходит в запой, после чего проходит через мир проституток, сутенёров, воров, убийц, политических агитаторов и безработных. Позднее Франца Биберкопфа обманом завлекают помочь банде Пумса, промышлявшей кражами шуб со взломом. Но видя его неуверенность и нежелание, один из членов банды, Рейнхольд, которого Франц считает своим приятелем, после завершенного дела выбрасывает Биберкопфа на ходу из машины. Биберкопф попадает в больницу и ему ампутируют руку. Впоследствии сестра его бывшей любовницы, Ева, знакомит его с Мице, и они влюбляются друг в друга, и живут на деньги от её богатого патрона-любовника. Однако Биберкопф не хочет сидеть без дела и вступает в банду Пумса. В попытке понять, почему Франц так настойчиво хочет быть в этой банде, Мице сближается с Рейхнольдом, но через несколько встреч он, видя её преданность Францу, убивает её. Некоторое время Франц не подозревает о настоящей причине её исчезновения, но потом её тело находят, и история появляется в газетах. Биберкопф входит в состояние помешательства и, после нападения на полицию, его арестовывают. Попав в тюрьму, он долгое время лежит в кататонии, но потом пробуждается, и даёт следователям показания, подтверждающие его алиби при убийстве Мици. Определяется, что при нападении на полицию он был в невменяемом состоянии, после чего его отпускают. Вернувшись в Берлин, он становится сменным вахтером на заводе.

## Художественные особенности
Действие романа происходит в рабочих кварталах недалеко от площади Александерплац в Берлине 1920-х годов. Хотя стиль Дёблина иногда сравнивают со стилем Джеймса Джойса, критики, такие как Вальтер Беньямин, проводят различие между потоком сознания в «Улиссе» и монтажом в романе Дёблина. Оливер Камм считает, что методы Дёблина больше похожи на методы Кафки в его использовании несобственно-прямой речи. В текст включены пересказы древнегреческих мифов и библейских притч, выступающие как иносказания, при помощи которых рассказывается история. Помимо этого, в повествование вклиниваются описания звуковых эффектов, газетные статьи, песни, агитационные речи, известные тогда литературные произведения. Включены описания видимых Биберкопфом сцен берлинской жизни, тексты погодных сводок, подробности о самом Берлине (вроде географических координат и сведений о количестве городских вокзалов). Тем самым в романе создаётся образ «города-чудовища». Как отмечает Дмитрий Затонский, «Александерплац с полицайпрезидиумом в центре и с дымными пивными, подозрительными лавчонками, воровскими притонами на периферии — не просто фон, оттеняющий или даже проясняющий основной сюжет. Площадь, город, страна, мир — сюжеты не менее важные. Они — часть истории героя; однако и он, со всеми его приключениями и несчастьями, — слагаемое жизни. Оттого Дёблин и не чувствует себя обязанным представлять историю эту в непрерывной её полноте. Порой она едва проглядывает в общем потоке романа, порой и вовсе уходит под спуд. Но и тогда присутствует. Только в виде иносказания, в форме параболы, как неназванный объект для сравнения».

## Переводы на русский язык
Впервые на русском языке книга была выпущена Гослитиздатом в 1935 году. В издании не было указано имя переводчика Герберта Зуккау в связи с его арестом и последующей ссылкой в Томск на 3 года. После расстрела переводчика роман не переиздавался до 1961 года.
После реабилитации Зуккау книга вышла в 1961 году под редакцией Николая Португалова. Новая публикация романа содержала многочисленные цензурные изъятия.
В 2011 году в серии «Литературные памятники» в издательстве «Ладомир» вышел перевод Зуккау в новой редакции Александра Маркина. Были переведены отсутствовавшие в предыдущих русских изданиях фрагменты романа, изъятые по политическим причинам  или  ввиду их «непристойности», была подвергнута ревизии пунктуация перевода.  Новая редакция русского перевода романа была дополнена эссе Деблина и критическими отзывами современников о романе в переводах Ирины Алтуховой, Татьяны Баскаковой и Александра Маркина.

## Киноадаптации
Роман трижды экранизировался:
- В 1931 году вышла одноимённая экранизация режиссёра Пиля Ютци. Над сценарием работал лично Дёблин вместе со сценаристами Гансом Вильгельмом и Карлхайнцем Мартином. В фильме снимались Генрих Георге, Мария Бард, Берхард Минетти и другие.
- Вторая одноимённая экранизация, снятая Райнером Вернером Фассбиндером, в 1980 году была показана в Германии и как телесериал, и как пятнадцатичасовой фильм. После его выхода в Нью-Йорке владельцы билетов должны были прийти в театр на три ночи подряд для посмотра фильма целиком.
- Премьера экранизации Бурхана Курбани состоялась на 70-м Берлинском международном кинофестивале в 2020 году. В его версии фильма главный герой — выходец из Гвинеи-Бисау.